# Max Esterson
Max Esterson, teljes nevén Maxwell Esterson (New York, 2002. október 9. –) amerikai autóversenyző.
Versenykarrierjét az iRacing szimulátoros sorozattal kezdte. Igazi versenyautót csak 2019-ben vezetett, amikor először gokartozott.
2021 óta Londonban él.
2023-ban csatlakozott a Formula–3 mezőnyéhez, majd 2024-ben lett a Jenzer Motorsport versenyzője.
Főszponzora az iRacing, melynek logója megjelenik Formula–3-as autója oldalán.

## Tanulmányai
Esterson New Yorkban nőtt fel, az Allen-Stevenson Schoolba járt, majd a Regis High Schoolban érettségizett.

### Teljes FIA Formula–2-es eredménysorozata
(Táblázat értelmezése)

(Félkövér: pole-pozícióból indult; dőlt: leggyorsabb kört futott) 

| Év   | Csapat  | 1          | 2         | 3          | 4          | 5          | 6          | 7          | 8          | 9          | 10         | 11         | 12         | 13         | 14         | 15         | 16         | 17      | 18      | 19      | 20      | 21      | 22      | 23      | 24      | 25         | 26         | 27         | 28         | Helyezés | Pont |
| ---- | ------- | ---------- | --------- | ---------- | ---------- | ---------- | ---------- | ---------- | ---------- | ---------- | ---------- | ---------- | ---------- | ---------- | ---------- | ---------- | ---------- | ------- | ------- | ------- | ------- | ------- | ------- | ------- | ------- | ---------- | ---------- | ---------- | ---------- | -------- | ---- |
| 2024 | Trident | BHR SPR    | BHR FEA   | KSA SPR    | KSA FEA    | AUS SPR    | AUS FEA    | IMO SPR    | IMO FEA    | MON SPR    | MON FEA    | ESP SPR    | ESP FEA    | AUT SPR    | AUT FEA    | GBR SPR    | GBR FEA    | HUN SPR | HUN FEA | BEL SPR | BEL FEA | ITA SPR | ITA FEA | AZE SPR | AZE FEA | QAT SPR 14 | QAT FEA 18 | UAE SPR 14 | UAE FEA 17 | 31.      | 0    |
| 2025 | Trident | AUS SPR Ki | AUS FEA T | BHR SPR Ki | BHR FEA 21 | KSA SPR 18 | KSA FEA 18 | IMO SPR 17 | IMO FEA 19 | MON SPR 13 | MON FEA Ki | ESP SPR 19 | ESP FEA 14 | AUT SPR 10 | AUT FEA 15 | GBR SPR 21 | GBR FEA 13 | BEL SPR | BEL FEA | HUN SPR | HUN FEA | ITA SPR | ITA FEA | AZE SPR | AZE FEA | QAT SPR    | QAT FEA    | UAE SPR    | UAE FEA    | 20.*     | 0*   |

* A szezon jelenleg is zajlik.